# Patikul
Patikul ist eine philippinische Stadtgemeinde in der Provinz Sulu. Sie hat 62.287 Einwohner (Zensus 1. August 2015).

## Baranggays
Patikul ist administrativ in 30 Baranggays unterteilt.
| - Anuling - Bakong - Bangkal - Bonbon - Buhanginan (Darayan) - Bungkaung - Danag - Gandasuli - Igasan - Kabbon Takas - Kadday Mampallam - Kan Ague - Kaunayan - Langhub - Latih | - Liang - Maligay - Mauboh - Pangdanon - Panglayahan - Pansul - Patikul Higad - Sandah - Taglibi (Pob.) - Tandu-Bagua - Tanum - Taung - Timpok - Tugas - Umangay |